# FC SKChF Sevastopol
El Football Club Sportivnyy Klub Chernomorskogo Flota Sevastopol (en español: Club de Fútbol Deportivo de la Flota del Mar Negro de Sevastopol), conocido simplemente como FC SKChF Sevastopol, es un equipo de fútbol de Crimea que juega en la Liga Premier de Crimea, la primera división de fútbol del territorio.

## Historia
Fue fundado en el año 2014 en la ciudad de Sevastopol luego de que al FC Sevastopol fuese liquidado y desaparecido luego de la anexión de Crimea a Rusia. El club fue registrado en la Unión de Fútbol de Rusia e inscrito para participar en la Segunda División de Rusia para la temporada 2014/15.
Como Ucrania considera a Crimea parte de su territorio, la Federación de Fútbol de Ucrania mandó una petición a la UEFA para prohibir a los clubes de Crimea de participar en los torneos de fútbol en Rusia, y el 22 de agosto de 2014 la UEFA hizo oficial la petición, no reconociendo los partidos de los clubes de Crimea en Rusia.
El 4 de diciembre de 2014 la UEFA le prohibió a los equipos de Crimea de participar en los torneos de fútbol organizados por la Unión de Fútbol de Rusia a nivel profesional, por lo que nació la Liga Premier de Crimea, la cual se prevé que en un futuro la UEFA la reconozca como oficial.
El club tomó el nombre del histórico club SKCF Sevastopol que participó en el fútbol de la desaparecida Unión Soviética.

## Palmarés
- Campeonato de Crimea: 1

2015